# Reds (film)
Pour les articles homonymes, voir Reds.
Pour plus de détails, voir Fiche technique et Distribution.
Reds est un film américain de Warren Beatty datant de 1981 avec pour vedettes Warren Beatty et Diane Keaton. Il tourne autour de la vie de John Reed, le militant communiste, journaliste, et écrivain qui fit la chronique de la révolution russe de 1917 et auteur de Dix jours qui ébranlèrent le monde (Ten Days that Shook the World).
Warren Beatty reçut l'Oscar du meilleur réalisateur pour le film. Il fut aussi en lice pour l'Oscar du meilleur film, mais perdit au profit du film Les Chariots de feu (Chariots of Fire).
En juin 2008, l'American Film Institute annonce son « Ten Top Ten », soit les dix meilleurs films américains dans dix genres cinématographiques différents du cinéma américain. Ce classement est effectué après avoir sondé 1 500 personnes de la communauté créative. Reds est à la neuvième place des meilleurs films du genre épique.

## Synopsis
Le film raconte l'histoire de John Reed et de Louise Bryant depuis leur rencontre en 1915 jusqu'à la mort de Reed en 1920. Cette histoire est entrecroisée avec des témoignages de personnes ayant vécu cette période.
Louise Bryant, écrivaine mariée à un dentiste de Portland fait la rencontre à une conférence du journaliste John Reed qui vient de couvrir la révolution mexicaine. Elle quitte son mari et rejoint Reed à New York dans le quartier de Greenwich Village où elle commence à fréquenter des artistes et des activistes, en particulier l'anarchiste Emma Goldman, le dramaturge Eugene O'Neill et l'écrivain Max Eastman. Reed et Bryant vont à Pétrograd (actuellement Saint-Pétersbourg) en septembre 1917 et sont les témoins enthousiastes de la révolution d'Octobre dont Reed tirera son ouvrage le plus fameux Dix jours qui ébranlèrent le monde.

## Fiche technique
- Titre : Reds
- Réalisation : Warren Beatty
- Scénario : Warren Beatty, Trevor Griffiths, Peter S. Feibleman (non crédité), Elaine May (non crédité) et Jeremy Pikser d'après les mémoires de Reed
- Photographie : Vittorio Storaro
- Musique : Stephen Sondheim et Dave Grusin
- Montage : Dede Allen et Craig McKay
- Direction artistique : Simon Holland
- Costumes : Shirley Russell
- Production : Warren Beatty
- Production associée : David Leigh MacLeod
- Société de production : Barclays Mercantile Industrial Finance
- Société de distribution : Paramount Pictures
- Langues originales : anglais, russe, allemand
- Format : couleur
- Genre : Drame, biopic et historique
- Durée : 184 minutes
- Dates de sortie :
  - États-Unis : 3 décembre 1981 (première) ; 25 décembre 1981 (sortie nationale)
  - France : 7 avril 1982
- Budget : 32 000 000 $
- Recette au box-office : 50 000 000 $

## Distribution
Personnages historiques
- Warren Beatty (VF : Bernard Tiphaine) : John Silas Reed
- Diane Keaton (VF : Béatrice Delfe[2]) : Louise Bryant
- Edward Herrmann (VF : François Leccia) : Max Eastman
- Jerzy Kosinski : Grigori Zinoviev
- Jack Nicholson (VF : Claude Giraud) : Eugene O'Neill
- Maureen Stapleton (VF : Nadine Basile) : Emma Goldman
- Dolph Sweet : Big Bill Haywood
- Jan Tříska : Karl Radek
- Stuart Richman : Léon Trotski
- Leigh Curran : Ida Rauh
- Nancy Duiguid : Jane Heap
- Roger Sloman : Vladimir Ilitch Lénine
- Oleg Kerensky : Alexandre Kerenski
- John J. Hooker : Lee Slater Overman

Autres personnages
- R. G. Armstrong (VF : Sady Rebbot) : Agent gouvernemental
- Paul Sorvino : Louis Fraina (en)
- Jerry Hardin (VF : Jean-Pierre Moulin) : Harry
- Nicolas Coster (VF : Jean-Claude Balard) : Paul Trullinger
- M. Emmet Walsh : l'orateur au Liberal Club
- Ian Wolfe : M. Partlow
- Bessie Love : Mme Partlow
- George Plimpton (VF : Jean-François Laley) : Horace Whigham
- Jack Kehoe (VF : Marc François) : Eddie
- McIntyre Dixon (VF : Bernard Tixier) : Carl Walters
- Harry Ditson : Maurice Becker
- Kathryn Grody : Crystal Eastman
- Ramon Bieri (VF : Jean Violette) : le chef de la police
- Gene Hackman (VF : Jean Lagache) : Pete Van Wherry
- Max Wright : Floyd Dell
- Gerald Hiken (VF : Roger Rudel) : Dr Lorber
- William Daniels : Julius Gerber
- Josef Sommer (VF : Michel Bardinet) : l'officier départemental
- Joseph Buloff : Joe Volski

Les témoins (The Witnesses)
Par ordre alphabétique :
- Jacob Bailin
- Roger Nash Baldwin - (fondateur de l'ACLU)
- John Ballato
- Harry Carlisle
- Kenneth Chamberlain
- Andrew Dasburg
- Tess Davis
- Isaac Don Levine
- Will Durant - (Philosophe, historien et écrivain)
- Blanche Hays Fagen
- Hamilton Fish III - (Congressiste)
- Dorothy Frooks - (Auteur, éditrice, militante et actrice)
- Hugo Gellert - (Illustrateur et satiriste)
- Adele Gutman Nathan
- Emmanuel Herbert
- George Jessel - (Acteur, chanteur, parolier, et producteur)
- Henry Miller - (Écrivain)
- Arthur Mayer
- Scott Nearing - (Conservateur, pacifiste, éducateur et écrivain)
- Dora Russell - (Féministe et militante progressiste)
- George Seldes - (Journaliste et critique)
- Art Shields
- Jessica Smith - (Éditrice et militante)
- Adela Rogers St. Johns -  (Journaliste, romancier et scénariste)
- Arne Swabeck - (Chef communiste américain)
- Bernadine Szold-Fritz
- Galina von Meck
- Will Weinstone
- Rebecca West - (Féministe et écrivaine)
- Lucita Williams

Voix françaises de Paule Emanuele, Henri Virlogeux et Jacqueline Porel

## Production

### Développement du projet
Il s'agit du deuxième long métrage réalisé par l'acteur Warren Beatty, qui joue également le rôle principal. Le comédien avait commencé à préparer Reds durant les années 1970, alors même qu'il était en train de mettre sur rails sa toute première réalisation, Le ciel peut attendre en 1978. Warren Beatty commence le tournage d'entrevues avec d'authentiques « témoins » (the « witnesses ») qui ont connu la révolution bolchévique. Ces entretiens ont commencé dès le début des années 1970.

### Attribution des rôles
Gene Hackman joua bénévolement le petit rôle de Pete Van Wherry.
L'écrivain Jerzy Kosinski incarna le révolutionnaire bolchevique et membre du Politburo, Grigori Zinoviev.  Un critique du Time magazine écrivit à son sujet : « As  Reed's Soviet nemesis, novelist Jerzy Kosiński acquits himself nicely--a tundra of ice against Reed's all-American fire. » 
Pendant une longue période, Warren Beatty a imaginé l'actrice anglaise Julie Christie dans le rôle de Louise Bryant, du fait que les deux acteurs vivaient ensemble au moment de l'écriture du projet cinématographique. Christie avait suivi Beatty en Russie et a apporté une contribution non négligeable au scénario. Pour ce dernier, Reds est censé être « leur film » à tous les deux. Quand Beatty a commencé ses premières prises de vue, Christie a soudainement fait marche arrière. Selon elle, le rôle doit être joué par une Américaine. Le rôle est échu à une Américaine, Diane Keaton est engagée pour incarner Bryant à l'écran.

### Tournage
Lorsque le tournage de Reds est achevé, Warren Beatty se retrouve avec plus de 130 heures de rush sur les bras, soit 40 fois plus que ce que doit être le montage final du film. Mais les producteurs ont anticipé ce détail technique et trouvent une astuce. Un coursier fait sans cesse l'aller-retour entre le laboratoire Technicolor à Rome et la salle de montage à Los Angeles où les monteurs s'attelaient au montage du film alors que le tournage du film n'est pas terminé.
Une des scènes mythiques du film est celle où le personnage joué par Gene Hackman annonce à Jack Reed que sa compagne a perdu son travail. En effet, Warren Beatty a eu les pires difficultés pour tourner la scène. Pas moins de cent prises ont été nécessaires pour arriver à ses fins. Arrivé à la centième prise, Gene Hackman promet de faire tout ce qu'il faut pour ne pas tourner la cent-unième. Il y est enfin arrivé.
Warren Beatty rencontre des difficultés administratives lorsqu'il s'apprête à tourner plusieurs séquences en Finlande. Les autorités locales doivent demander l'autorisation de Moscou avant d'accueillir l'équipe de tournage. Les Soviétiques acceptent finalement de délivrer des sauf-conduits pour Beatty et ses techniciens, afin que les relations entre la Finlande et l'URSS ne s'enveniment pas.
Le poème que Jack Nicholson livre à Diane Keaton dans le film a été écrit en toute sincérité par l'acteur en personne.
Vittorio Storaro a failli quitter le plateau de tournage pendant la réalisation du film à cause d'un désaccord avec Warren Beatty. Storaro veut utiliser des mouvements de caméra dynamiques et fluides, tandis que Beatty veut des plans fixes. Les deux hommes trouvent finalement un compromis. Ainsi, le film commence avec des plans fixes. Peu à peu, la caméra prend plus de liberté et se déplace dans l'espace.

## Accueils critiques et box-office
On connaissait les positions de Ronald Reagan, vis-à-vis de l' Union soviétique, qu'il qualifiait d'« Empire du Mal ». Et pourtant, Ronald Reagan, président des États-Unis au moment de la sortie de Reds, a invité Warren Beatty à une projection privée du film à la Maison-Blanche. Les deux hommes s'étaient connus à l'époque où Reagan faisait encore carrière à Hollywood.
Le film a longtemps été le dernier à avoir été nommé dans les quatre catégories d'acteurs (meilleur acteur, meilleure actrice, meilleur acteur dans un second rôle et meilleure actrice dans un second rôle). En 2013, un nouveau film a réussi cet exploit, en lice pour la 85e cérémonie des Oscars : il s'agit de Happiness Therapy.
Le film ne fut pas disponible en DVD avant 2006, à l'occasion de son vingt-cinquième anniversaire.

## Récompenses et nominations

### Oscars
- Meilleur réalisateur (Warren Beatty)
- Meilleure actrice dans un second rôle (Maureen Stapleton incarnant Emma Goldman)
- Meilleure photographie  (Vittorio Storaro)

et fut nommé pour 9 autres :
- Meilleur film
- Meilleur acteur (Warren Beatty)
- Meilleure actrice (Diane Keaton)
- Meilleur acteur dans un second rôle (Jack Nicholson)
- Meilleure direction artistique
- Meilleure création de costumes
- Meilleur montage
- Meilleur son
- Meilleur scénario original.

### British Academy Film Awards
- Meilleur acteur dans un second rôle pour Jack Nicholson
- Meilleure actrice dans un second rôle pour Maureen Stapleton

et fut nommé pour 4 autres :
- Meilleur acteur pour Warren Beatty
- Meilleure actrice pour Diane Keaton
- Meilleure photographie pour Vittorio Storaro
- Meilleures costumes pour Shirley Russell

### David di Donatello
- Meilleur producteur étranger pour Warren Beatty
- Meilleure actrice étrangère poour Diane Keaton